# 伊和淖尔苏木
伊和淖尔苏木，是中华人民共和国内蒙古自治区锡林郭勒盟正镶白旗下辖的一个乡镇级行政单位。伊和淖尔在蒙古语中的意思是“大湖”。

## 行政区划
伊和淖尔苏木下辖以下地区：
宝日陶勒盖嘎查、查干乌苏嘎查、伊斯音高勒嘎查、高日罕嘎查、柴达木嘎查、哈日毛都嘎查、赛罕淖尔嘎查、阿尔善德日斯嘎查、达布森淖尔嘎查、浩拉图嘎查、查干乌拉嘎查、宝日温都尔嘎查、胡鲁斯台淖尔嘎查、巴彦辉苏嘎查、博日和斯台嘎查、舒日嘎嘎查和巴彦敖包嘎查。